# Amazzonia. Viaggio al centro del mondo
Amazzonia. Viaggio al centro del mondo (Banzeiro òkòtó: Uma viagem à Amazônia Centro do Mundo) è un saggio reportage dell'autrice brasiliana Eliane Brum, pubblicato nel 2021. Il libro è una testimonianza dell'esperienza della scrittrice nella foresta amazzonica, raccontata in un'ottica di ecologia storica e attivismo transfemminista.

## Storia editoriale
Amazzonia. Viaggio al centro del mondo è stato pubblicato per la prima volta in Brasile, dalla casa editrice Companhia das Letras nel 2021, con il titolo Banzeiro òkòtó, dal nome con cui viene chiamato il fiume Xingu da chi ci abita vicino.
Nel 2022 Eliane Brum ha ricevuto per Amazzonia il premio Vladimir Herzog, dedicato al giornalismo brasiliano, nella categoria riguardante i libri-reportage.
Nel 2023 è stato pubblicato negli Stati Uniti da Graywolf Press, nel Regno Unito da The Indigo Press e in Italia da Sellerio. Nel 2024 è stato pubblicato in Spagna da Salamandra, in Bulgaria da Zhanet 45 e in Francia da Sous Sol.

## Contenuto
Il libro è suddiviso il capitoli non disposti in un ordine numerico, ma apparentemente casuale. La scrittrice, che precedentemente viveva a San Paolo, racconta del suo trasferimento nella città di Altamira, situata nello stato del Pará, lungo il fiume Xingu. Altamira è condizionata dalla presenza della diga di Belo Monte, la terza più grande al mondo, la cui costruzione ha visto uno sfruttamento degli indigeni e la distruzione della foresta circostante.
Da questo punto l'autrice comincia ad identificarsi nelle lotte degli indigeni "abitanti della foresta", e con il passare del tempo con la foresta stessa, che la assale "come un anaconda che attacca". Brum mette quindi in atto un processo di decostruzione della sua identità, affermando che la lotta per la sopravvivenza della foresta va accompagnata dalla lotta contro il patriarcato, contro il femminicidio, contro il razzismo e contro il binarismo di genere.
Un altro tema centrale del libro è la critica verso le politiche di sfruttamento e distruzione dell'Amazzonia e di deportazione dei popoli indigeni, messe in atto principalmente durante la presidenza di Jair Bolsonaro, ma anche in quelle di Lula.

## Edizioni
- (PT) Eliane Brum, Banzeiro òkòtó: Uma viagem à Amazônia Centro do Mundo, Companhia das Letras, 2021.
- (EN) Eliane Brum, Banzeiro Òkòtó, traduzione di Diane Whitty, Graywolf Press, 2023.
- (EN) Eliane Brum, Banzeiro Òkòtó: The Amazon as the Centre of the World, traduzione di Diane Whitty, The Indigo Press, 2023.
- Eliane Brum, Amazzonia. Viaggio al centro del mondo, collana Il contesto, traduzione di Vincenzo Barca e Giacomo Falconi, Sellerio Editore, 2023.
- (ES) Eliane Brum, La Amazonia, collana Miradas, traduzione di Mercedes Vaquero Granados, Ediciones Salamandra, 2024.
- (BG) Eliane Brum, Банзейро Окотò [Banzeiro Okoto], traduzione di Darinka Kircheva, Zhanet 45, 2024.
- (FR) Eliane Brum, Banzeiro Òkòtó - Amazonie, le centre du monde, traduzione di Marine Duval, Editions du Sous Sol, 2024.